# مرگ‌ها در اکتبر ۲۰۲۰
مرگ‌ها در اکتبر ۲۰۲۰ آنچه در پی می‌آید فهرست افراد سرشناسی است که در اکتبر ۲۰۲۰ درگذشته‌اند.
- در هر عنوان به‌ترتیب نام شخص، سن، دلیل سرشناسی، ملیت، علت مرگ، و منبع آمده‌است.

## اکتبر
مرگ‌ها در اکتبر ۲۰۲۰ آنچه در پی می‌آید فهرست افراد سرشناسی است که در اکتبر ۲۰۲۰ درگذشته‌اند.

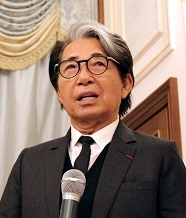
کنزو تاکادا

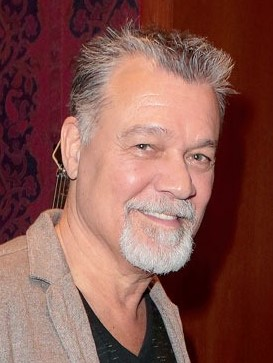
ادی ون هیلن

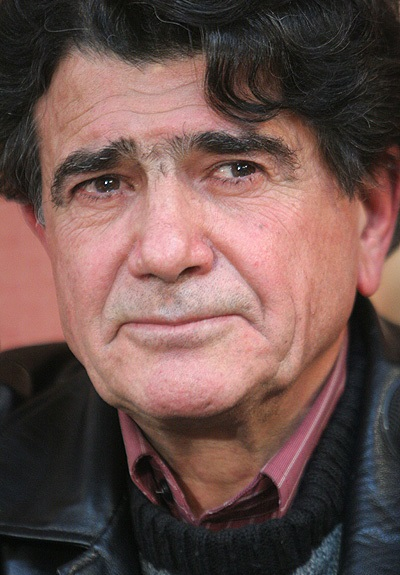
محمدرضا شجریان

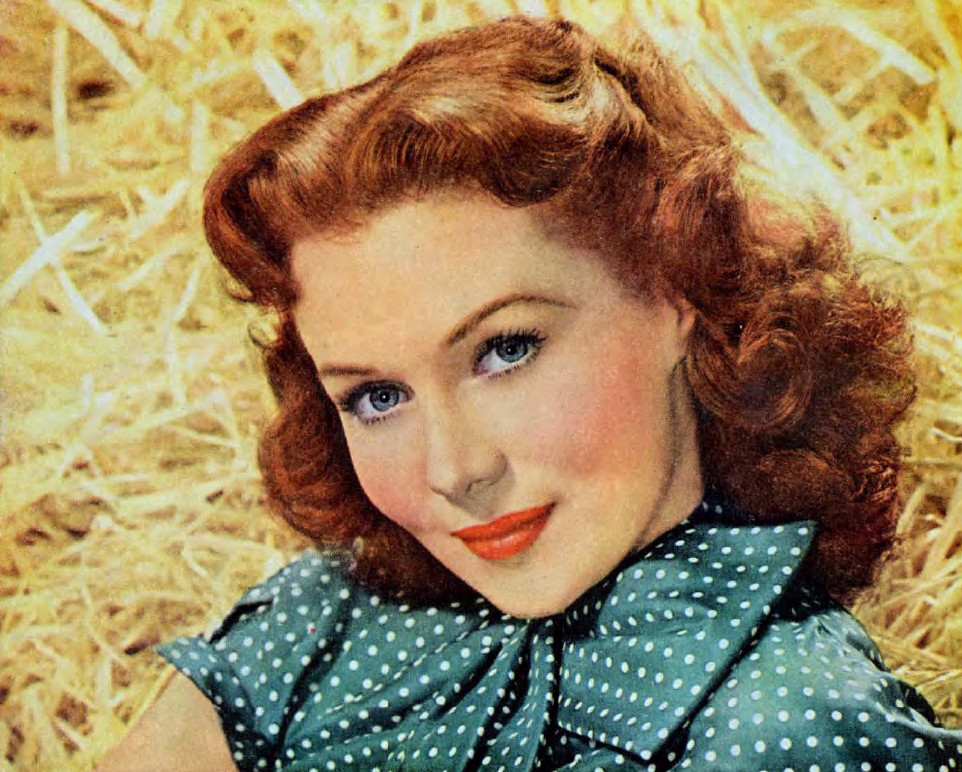
روندا فلمینگ

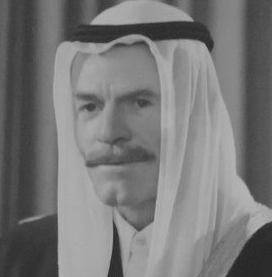
عزت ابراهیم

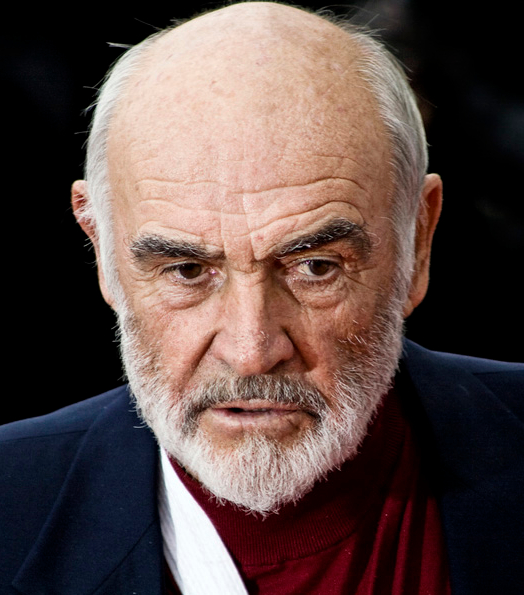
شان کانری

### ۳
- مارک اندروز، ۹۴، سیاستمدار اهل ایالات متحده آمریکا.[۱]
- آرملیا مک‌کوئین، ۶۸، بازیگر اهل ایالات متحده آمریکا.[۲]
- باب ویلسون، ۷۷، بازیکن فوتبال اهل بریتانیا.[۳]

### ۴
- کنزو تاکادا، ۸۱، طراح مد فرانسوی-ژاپنی.[۴]

### ۵
- پیترو اسکاندلی، ۷۸، دوچرخه‌سوار اهل ایتالیا.[۵]
- مارگارت نولان، ۷۶، هنرپیشه و مدل اهل بریتانیا.[۶]

### ۶
- جانی نش، ۸۰، خواننده و ترانه‌سرای اهل ایالات متحده آمریکا.[۷]
- نصرت‌الله وحدت، ۹۵، کارگردان و بازیگر سینما و تئاتر اهل ایران.[۸]
- ادی ون هیلن، ۶۵، آهنگ‌ساز و گیتاریست اهل هلند.[۹]
- ولادیمیر یوردانف، ۶۶، هنرپیشه بلغاری‌تبار اهل موناکو.[۱۰]

### ۷
- ماریو مولینا، ۷۷، شیمیدان اهل مکزیک، برنده نوبل (۱۹۹۵).[۱۱]

### ۸
- محمدرضا شجریان، ۸۰، موسیقی‌دان و خوانندهٔ اهل ایران.[۱۲]
- علی خلیف غلیر، ۷۸، سیاستمدار اهل سومالی، نخست‌وزیر (۲۰۰۰–۲۰۰۱).[۱۳]
- چارلز مور، ۹۱، دونده اهل ایالات متحده آمریکا.[۱۴]

### ۱۱
- جو مورگان، ۷۷، بازیکن بیس‌بال اهل ایالات متحده آمریکا.[۱۵]
- ایلیا مویزف، ۹۱، شیمی‌دان اهل روسیه.[۱۶]

### ۱۲
- کونچتا فرل، ۷۷، بازیگر اهل ایالات متحده آمریکا.[۱۷]
- روبرتا مک‌کین، ۱۰۸، فعال اجتماعی اهل ایالات متحده آمریکا.[۱۸]
- صادق ملک شهمیرزادی، ۷۹، باستان‌شناس اهل ایران.[۱۹]

### ۱۳
- ماریسا د لسا، ۸۷، هنرپیشه اهل اسپانیا.[۲۰]

### ۱۴
- روندا فلمینگ، ۹۷، هنرپیشه اهل ایالات متحده آمریکا.[۲۱]

### ۱۵
- دنیل خالیموف، ۴۲، کشتی‌گیر اهل قزاقستان.[۲۲]
- سلطان سیف، ۲۷، بازیکن فوتبال اهل امارات متحده عربی.[۲۳]

### ۱۶
- لاسلو برانیکوویتس، ۷۰، بازیکن فوتبال اهل مجارستان.[۲۴]
- غلامعباس توسلی، ۸۵، جامعه‌شناس اهل ایران.[۲۵]

### ۱۷
- لوسین د براووره، ۶۹، دوچرخه‌سوار اهل بلژیک.[۲۶]

### ۱۸
- لاله بختیار، ۸۲، مؤلف، مترجم و زبان‌شناس زاده ایران اهل ایالات متحده آمریکا.[۲۷]
- رنه فلبر، ۸۷، سیاستمدار اهل سوئیس، رئیس‌جمهور (۱۹۹۲).[۲۸]

### ۱۹
- وویچخ پشونیاک، ۷۸، هنرپیشه اهل لهستان.[۲۹]

### ۲۰
- ایرینا اسکوبتسوا، ۹۳، هنرپیشه اهل اتحاد جماهیر سوسیالیستی شوروی.[۳۰]
- جیمز رندی، ۹۲، شعبده‌باز زاده کانادا اهل ایالات متحده آمریکا.[۳۱]
- برونو مارتینی، ۵۸، بازیکن فوتبال اهل فرانسه.[۳۲]

### ۲۱
- گوردون استال، ۹۳، بازیکن فوتبال اهل انگلستان.[۳۳]
- مارج چامپیون، ۱۰۱، هنرپیشه و طراح رقص اهل ایالات متحده آمریکا.[۳۴]

### ۲۲
- شکر حمیدوف، ۴۵، افسر و سرهنگ اهل جمهوری آذربایجان.[۳۵]

### ۲۳
- جری جف واکر، ۷۸، موسیقی‌دان اهل ایالات متحده آمریکا.[۳۶]

### ۲۴
- عباس معیری، ۸۱، نقاش، پیکرتراش و نگارگر اهل ایران.[۳۷]

### ۲۵
- عزت ابراهیم، ۷۸، سیاست‌مدار اهل عراق.[۳۸]
- توماس اوپرمن، ۶۶، سیاست‌مدار اهل آلمان.[۳۹]
- لی کون هی، ۷۸، کارآفرین، بازرگان و مدیر ارشد اجرایی اهل کره جنوبی.[۴۰]

### ۲۶
- ریچارد آدجی، ۳۷، ورزشکار بابسلد اهل آلمان.[۴۱]

### ۲۹
- کریم اکبری مبارکه، ۶۷، بازیگر و کارگردان اهل ایران.[۴۲]
- روژه کلوسه، ۸۷، شمشیرباز اهل فرانسه.[۴۳]

### ۳۰
- نوبی استایلز، ۷۸، بازیکن فوتبال اهل انگلستان.[۴۴]
- رابرت فیسک، ۷۴، نویسنده و روزنامه‌نگار انگلیسی- ایرلندی.[۴۵]
- مسعود ییلماز، ۷۲، سیاستمدار اهل ترکیه، نخست‌وزیر (۱۹۹۱، ۱۹۹۶، ۱۹۹۷–۱۹۹۹).[۴۶]

### ۳۱
- بتی دادسون، ۹۱، آموزگار جنسی اهل ایالات متحده آمریکا.[۴۷]
- ماریوس زالیوکاس، ۳۶، بازیکن فوتبال اهل لیتوانی.[۴۸]
- شان کانری، ۹۰، بازیگر اهل اسکاتلند.[۴۹]
- چارلز گوردن، ۷۳، تهیه‌کننده اهل ایالات متحده آمریکا.[۵۰]